# RZ Большого Пса
RZ Большого Пса (лат. RZ Canis Majoris) — одиночная переменная звезда в созвездии Большого Пса на расстоянии приблизительно 6633 световых лет (около 2034 парсеков) от Солнца. Видимая звёздная величина звезды — от +9,97m до +9,36m.

## Характеристики
RZ Большого Пса — жёлто-белая пульсирующая переменная звезда, классическая цефеида (DCEP) спектрального класса F6.